# Trollz
Trollz ist eine US-amerikanisch-kanadische Zeichentrickserie nach einer Idee von Andy Heyward. Sie basiert auf den Zaubertroll-Puppen von Thomas Dam.

## Handlung
Die fünf Troll-Mädchen Amethyst, Ruby, Onyx, Topaz und Sapphire leben in einer Welt voller Zauberei und Magie. Zusammen versuchen die 14-jährigen Freundinnen ihre schulischen und privaten Probleme in den Griff zu bekommen. Sie verfügen über magische Fähigkeiten und lernen, wie man diese sicher anwenden kann. Dabei steht ihnen die mysteriöse Obsydian zur Seite und führt sie in die Weisheiten der Trollz ein. Neben alltäglichen Herausforderungen, wie der Schule oder Liebeskummer, stellen sich die Troll-Mädchen auch wiederkehrend den Folgen misslungener Zaubersprüche, dunklen Mächten aus der Schattenwelt und verschiedenen Atagonisten, wie Snarf und Simon.

## Hintergrund
Nach dem kommerziellen Erfolg der Neuauflage von Emily Erdbeer im Jahr 2003, suchte DIC Entertainment nach weiteren Franchisegebern von Retro-Spielzeugen. Noch im selben Jahr unterzeichneten sie einen Lizenzvetrag mit dem dänischen Unternehmen Dam, welcher die Produktion einer modernisierten Neuauflage der Troll-Puppen umfasste. Das Projekt wurde 2004 unter dem Namen Trollz offiziell angekündigt und stieß im Jahr 2005 auf großes Medieninteresse.
In der Hoffnung, ähnliche Erfolge wie bei Emily Erdbeer zu verzeichnen, schloss das Unternehmen zahlreiche Verträge im Bereich Merchandising ab (z. B. mit Hasbro und Ubisoft) und kooperierte mit internationalen Fernsehunternehmen (z. B. Nickelodeon und CBBC). Während die Vermarktung insgesamt gut organisiert werden konnte, brachte die Veröffentlichung der Fernsehserie in den USA Probleme mit sich.
DIC entschied sich gegen eine Ausstrahlung im öffentlichen Kabelnetz. So lief die Zeichentrickserie ausschließlich über den Programmblock des Unternehmens (DIC Kids Network), um den Fokus auf die physisch veröffentlichten Medien zu lenken. Der Block bestand jedoch aus drei bis vier verschiedenen Programmsträngen, die sich regional unterschieden, was die Summe der Zuschauer massiv einschränkte.
Das Konzept einer exklusiven Direct-to-Video-Vermarktung hatte jedoch wenig Erfolg. Die ersten beiden durch Warner veröffentlichten DVDs lieferten schlechte Verkaufszahlen, weshalb der Vetrieb der zwei geplanten Nachfolger stillschweigend eingestellt wurde.
Durch die Ausstrahlung von Trollz bei CBS im Jahr 2006 und einen neuen Home-Video-Vertrag mit NCircle Entertainment, versuchte DIC die Probleme des Franchise zu lösen. Doch größere Erfolge blieben aus und auch der Vertrieb von Merchandise-Produkten lief zunehmend schlechter. So erklärte DIC das Projekt als gescheitert und musste Rückerstattungskosten in Höhe von 2,3 Millionen US-Dollar tragen.
DIC Entertainment suchte die Schuld für den Misserfolg beim Franchisegeber und reichte 2007 eine Klage gegen Dam ein. Das dänische Unternehmen erhob jedoch bereits eine Woche später die Gegenklage. Das Unternehmen beschuldigte DIC, den Fokus auf die Zaubertroll-Puppen verloren zu haben und stattdessen ein Konkurrenzprodukt etablieren zu wollen. Des Weiteren wurde in der Klageschrift kritisiert (u. a.), dass die Fernsehserie als Direct-to-Video-Titel veröffentlicht wurde und die versprochene interaktive Website viele Monate zu spät erschien, um die Vermarktung effektiv zu unterstützen. Die Troll Company forderte Schadenersatz und eine dauerhafte Unterlassungsverfügung, welche DIC jede weitere Nutzung des Franchise untersagen sollte.
Das Scheitern von Trollz und weiteren letzten Projekten des Unternehmens, wie der Serie Dino Squad, führte zum Verkauf von DIC Entertainment an Cookie Jar.

## Produktion und Veröffentlichung
Trollz entstand als Koproduktion zwischen DIC Entertainment und den Mélusine Productions, unter der Regie von Karen Hydendahl. Die ausführenden Produzenten waren Andy Heyward und Michael Maliani.
Am 3. Oktober 2005 feierte das Werk seine US-Premiere. In Deutschland wurde die Serie erstmals am 6. April 2006 auf dem Sender Junior ausgestrahlt. Die Veröffentlichung im Free-TV folgte am 7. August 2006 bei Nick.
Eine 2005 angekündigte zweite Staffel wurde annulliert.

### Musik
Für die musikalische Gestaltung der Serie waren die Komponisten Jean-Michel Guirao, L.A. Piccirillo und Ron Wasserman zuständig. Das Titellied zur Serie (It’s a Hair Thing) wurde von Ron Wasserman komponiert. In der englischen Originalfassung wird es von der Band The Valli Girls interpretiert.
Unter dem Titel Trollz – It’s a Hair Thing wurde von der BMG Strategic Marketing Group ein Promotion-Album zur Serie veröffentlicht.
| Nr. | Titel                     | Interpret       |
| --- | ------------------------- | --------------- |
| 1   | It’s A Hair Thing (Theme) | The Valli Girls |
| 2   | Best Friends For Life     | The Valli Girls |
| 3   | Power Of Five             | The Valli Girls |
| 4   | Beep Beep                 | The Valli Girls |
| 5   | I’m In Love               | The Valli Girls |
| 6   | Get Out Of The Past       | The Valli Girls |
| 7   | Homecoming Queen          | The Valli Girls |
| 8   | Vacation                  | The Valli Girls |
| 9   | Make Me Fall              | The Valli Girls |
| 10  | Pretty As A Girl          | The Valli Girls |
| 11  | It’s A Hair Thing (Theme) | The Valli Girls |

### Synchronisation
Die deutsche Synchronfassung entstand bei der Deutschen Synchron Filmgesellschaft. Karlheinz Brunnemann Produktions KG in Berlin unter der Dialogregie und nach einem Buch von Andreas Böge. Frank Turba übernahm die musikalische Leitung für das Projekt.
| Rolle                  | Originalsprecher | Deutscher Sprecher |
| ---------------------- | ---------------- | ------------------ |
| Amethyst Van der Troll | Britt McKillip   | Jill Böttcher      |
| Onyx Von Trollenberg   | Anna Van Hooft   | Tanya Kahana       |
| Ruby Trollman          | Chiara Zanni     | Maria Koschny      |
| Sapphire Trollzawa     | Alexandra Carter | Esra Vural         |
| Topaz Trollhopper      | Leah Juel        | Daniela Reidies    |
| Amethysts Mutter       | Maria Dimou      | Andrea Solter      |
| Mr. Trollheimer        | Jason Connery    | Lutz Schnell       |
| Rock Trollhammer       | Matt Hill        | Jesco Wirthgen     |
| Snarf                  | Janyse Jaud      | Gerald Schaale     |
| Simon                  | Reece Thompson   | Dirk Petrick       |
| Coral Trollarwise      | –                | Nicole Hannak      |
| Flint Trollentino      | –                | Karlo Hackenberger |
| Rektor Trollercrombie  | –                | Erberhard Prüter   |

### Episodenliste
| Nummer (gesamt) | Nummer (Staffel) | Originaltitel               | Deutscher Titel                  | Deutsche Erstausstrahlung (Junior) |
| 01              | 01               | Best Friends For Life       | Fauler Zauber                    | 6. April 2006                      |
| 02              | 02               | Five Spells Trouble         | Eiszeit                          | 7. April 2006                      |
| 03              | 03               | First Day of School         | Der Erste Schultag               | 8. April 2006                      |
| 04              | 04               | Onyx's Gem                  | Der Schein trügt                 | 9. April 2006                      |
| 05              | 05               | Topaz Possessed             | Topaz in Gefahr                  | 10. April 2006                     |
| 06              | 06               | The Big Test                | Prüfungsängste                   | 11. April 2006                     |
| 07              | 07               | Troll Fast, Troll Furious   | Geschwindigkeitsrausch           | 12. April 2006                     |
| 08              | 08               | The Great Race              | Das Große Rennen                 | 13. April 2006                     |
| 09              | 09               | Into the Woodz              | Ehrlich währt am längsten        | 18. April 2006                     |
| 10              | 10               | The Dating Game             | Liebeskummer                     | 19. April 2006                     |
| 11              | 11               | Mirror, Mirror              | Spieglein, Spieglein             | 20. April 2006                     |
| 12              | 12               | Ruby's Rules of Partying    | Die große Party                  | 21. April 2006                     |
| 13              | 13               | Forever Amber               | In Der Welt Der Ahnen            | 22. April 2006                     |
| 14              | 14               | Not-So-Good-Old-Days        | Die nicht ganz so gute alte Zeit | 23. April 2006                     |
| 15              | 15               | Simply Simon                | Simons Zaubermaschine            | 24. April 2006                     |
| 16              | 16               | The Tree and the Dragon     | Der Baum und der Drache          | 25. April 2006                     |
| 17              | 17               | Homecoming                  | Das Footballspiel                | 26. April 2006                     |
| 18              | 18               | A Dragon's Tale             | Eine Drachengeschichte           | 27. April 2006                     |
| 19              | 19               | Field Trip                  | Der Schulausflug                 | 28. April 2006                     |
| 20              | 20               | The Day the Magic Died      | Am Tag als der Zauber starb      | 29. April 2006                     |
| 21              | 21               | Bringing Back the Magic     | Zurück zur Magie                 | 30. April 2006                     |
| 22              | 22               | New Girl in Town            | Die Neue                         | 2. Mai 2006                        |
| 23              | 23               | When Good Girlz Go Bad      | Wenn brave Mädchen böse werden   | 3. Mai 2006                        |
| 24              | 24               | Boyz and Girlz Together     | Der Talisman                     | 4. Mai 2006                        |
| 25              | 25               | Where the Trollz Are        | Ferien auf Trollhiti             | 5. Mai 2006                        |
| 26              | 26               | Surf Monster A Go Go        | Kokosnussalarm                   | 6. Mai 2006                        |
| 27              | 27               | Krakatrolla Needs Some Java | Antipickelalarm                  | 7. Mai 2006                        |